# أولي ماسلو
أولي ماسلو (بالألمانية: Uli Maslo)‏ (ولد في 6 يوليو 1938) لاعب كرة قدم ومدرب كرة قدم ألماني معتزل.

## روابط خارجية
- أولي ماسلو على موقع قاعدة بيانات كرة القدم.إي يو (الإنجليزية)
- أولي ماسلو على موقع بيانات كرة القدم. دي إي (الألمانية)
- أولي ماسلو على موقع عالم كرة القدم.نت (الإنجليزية)